# 旭インターチェンジ
旭インターチェンジ（あさひインターチェンジ）は、島根県浜田市旭町丸原にある浜田自動車道のインターチェンジである。
2024年（令和6年）3月18日より料金所がETC専用になっている。

## 道路
- E74 浜田自動車道（3番）

## 料金所
ブース数：4

### 入口
- ブース数：2
  - ETC専用：1
  - サポート：1

### 出口
- ブース数：2
  - ETC専用：1
  - サポート：1

## 接続する道路
- 島根県道52号弥栄旭インター線
- 島根県道329号桜江旭インター線
- （近くに、島根県道・広島県道5号浜田八重可部線）
- （近くに、島根県道・広島県道7号浜田作木線）

## バス停留所
料金所のそばに高速バス専用のバス停留所が設けられている。停留所の設備は高速道路外に設けられており、停車するバスは一旦料金所を出て客扱いを行う形になる。
バス事業者は旭インター（あさひインター）という呼称を使用している。

### 停車する路線
| のりば | 愛称                                   | 運行会社             | 行先                                            | 備考   |
| ------ | -------------------------------------- | -------------------- | ----------------------------------------------- | ------ |
| 上り線 | 浜田道エクスプレス大阪号               | JRバス中国           | 大阪駅                                          |        |
| 上り線 | サラダエクスプレス・津和野エクスプレス | 阪神バス・石見交通   | 神戸三宮・大阪梅田（阪急三番街・ハービスOSAKA） | 夜行便 |
| 上り線 | いさりび号                             | JRバス中国・石見交通 | 大塚駅・広島BC・広島駅新幹線口                  |        |
| 下り線 | いさりび号                             | JRバス中国・石見交通 | 浜田駅                                          |        |

### アクセス
- 浜田市営バス 旭浜田路線・木田線 旭インター前バス停下車

## 隣
E74 浜田自動車道
(2)瑞穂IC/BS - 重富BS - (3)旭IC/BS - (3-1)金城PA/BS/SIC - (3-2)浜田JCT